# 安瑞凤
安瑞凤（1924年—？），男，直隶（今河北）乐亭人，中国纺织材料专家、教育家，曾任天津纺织工学院教授。